# Only Lonely
Only Lonely – singel zespołu Bon Jovi, wydany jako pierwszy z albumu 7800° Fahrenheit w kwietniu 1985. 
Na liście przebojów Billboard Hot 100 zadebiutował 20 kwietnia, ostatecznie uplasował się na 54. pozycji. Zajął również 28. miejsce na liście Mainstream Rock Tracks. Ponadto uplasował się na 24. miejscu UK Albums Chart w Wielkiej Brytanii.
Utwór znalazł się na ścieżce dźwiękowej do filmu Light of Day (1987).

## Spis utworów
1. „Only Lonely” (3:58; autorzy: Jon Bon Jovi, David Bryan)
2. „Always Run to You” (5:00; Bon Jovi, Richie Sambora)